# Избељивање зуба
Избељивање зуба или бељење зуба је процес осветљавања боје људских зуба. Избељивање је често пожељно када зуби пожуте током времена из више разлога, а може се постићи променом унутрашње или спољашње боје зубне глеђи. Хемијска деградација хромогена унутар или на зубу назива се избељивање.
Водоник пероксид (H
2O
2) је активни састојак који се најчешће користи у производима за избељивање и испоручује се као водоник пероксид или карбамид пероксид. Водоник пероксид је аналоган карбамид пероксиду јер се ослобађа када је стабилни комплекс у контакту са водом. Када дифундује у зуб, водоник-пероксид делује као оксидационо средство које се разлаже и производи нестабилне слободне радикале. У просторима између неорганских соли у зубној глеђи, ови нестабилни слободни радикали се везују за молекуле органског пигмента што резултира малим, мање пигментираним компонентама. Рефлектујући мање светлости, ови мањи молекули стварају „ефекат избељивања“. На тржишту постоје различити производи за уклањање мрља. Да би третман избељивања био успешан, стоматолози требају да правилно дијагностикују врсту, интензитет и локацију промене боје зуба. Временско излагање и концентрација једињења за избељивање одређују крајњу тачку избељивања зуба.

## Природна нијанса
Перцепција боје зуба је вишефакторна. На рефлексију и апсорпцију светлости од стране зуба може утицати низ фактора, укључујући зрцални пренос светлости кроз зуб; зрцална рефлексија на површини; дифузна рефлексија светлости на површини; апсорпција и расипање светлости унутар зубних ткива; садржај минерала емајла; дебљина емајла; боја дентина, људски посматрач, замор ока, врста упадне светлости и присуство спољашњих и унутрашњих мрља. Поред тога, перципирана осветљеност зуба може се променити у зависности од осветљености и боје позадине.
Комбинација унутрашње боје и присуства спољашњих мрља на површини зуба утичу на боју, а тиме и на укупан изглед зуба. Расипање светлости и апсорпција унутар глеђи и дентина одређују интринзичну боју зуба и пошто је глеђ релативно провидна, својства дентина могу играти главну улогу у одређивању укупне боје зуба. С друге стране, спољашња мрља и боја су резултат обојених региона који су се формирали унутар стечене пеликуле на површини глеђи и на њих могу утицати животни стил понашања или навике.
На пример, унос хране богате танином, лоша техника прања зуба, дуванских производа и излагање соли гвожђа и хлорхексидину могу потамнити боју зуба.
Са старењем, зуби имају тенденцију да буду тамнији. Ово се може приписати секундарном формирању дентина и стањивању глеђи услед хабања зуба што доприноси значајном смањењу лакоће и повећању жутилости. Нијанса зуба није под утицајем пола или расе.

## Мрље и промена боје
Промена боје и бојење зуба су првенствено последица два извора мрља: унутрашњег и спољашњег (види слику 2). У суштини, избељивање зуба првенствено циља на оне унутрашње мрље које се не могу уклонити механизмом као што је дебридман (чишћење) или профилакса у стоматолошкој ординацији. У наставку се детаљно објашњава разлике између ова два извора која доприносе таквој промени боје површине зуба.

### Екстринзично бојење
Екстринзично бојење је у великој мери последица фактора околине, укључујући пушење, пигменте у пићима и храни, антибиотике и метале као што су гвожђе или бакар. Обојена једињења из ових извора се адсорбују у стечену зубну пеликулу или директно на површину зуба изазивајући појаву мрље.
- Зубни плак: Зубни плак је јасан биофилм бактерија који се природно формира у устима, посебно дуж линије десни, а настаје услед нормалног развоја и одбране имуног система.[8] Иако је обично практично невидљив на површини зуба, плак може постати обојен хромогеним бактеријама као што је врста Actinomyces.[9] Продужено накупљање зубног плака на површини зуба може довести до деминерализације глеђи и стварања лезија беле тачке које се појављују као непрозирна лезија боје млека.[10] Кисели нуспроизводи ферментабилних угљених хидрата који се добијају из хране са високим садржајем шећера доприносе већем уделу бактерија, као што су Streptococcus mutans и Lactobacillus у зубном плаку. Већа потрошња ферментабилних угљених хидрата ће подстаћи деминерализацију и повећати ризик од развоја лезија белих мрља.[8]
- Каменац: занемарени плак ће се на крају калцифицирати и довести до стварања тврдог наслага на зубима, посебно око десни. Органски матрикс зубног плака и калцификованих ткива пролазе кроз низ хемијских и морфолошких промена које доводе до калцификације зубног плака и стога доводе до стварања каменца.[11] Боја калкулуса варира и може бити сива, жута, црна или браон.[9] Боја каменца зависи од тога колико дуго је присутан у усној дупљи; обично почиње жуто и временом ће каменац почети да добија мрље у тамнијој боји и постаје издржљивији и тежи за уклањање.
- Дуван: катран у диму од дуванских производа (и такође бездимних дуванских производа) има тенденцију да формира жуто-браон-црну мрљу око врата зуба изнад десни.[9] Никотин и катран у дувану, у комбинацији са кисеоником, постају жути и временом ће се упијати у поре глеђи и обојети зубе у жуту боју. Тамно смеђе до црне мрље дуж линије десни су резултат порозне природе каменца који одмах покупи мрље од никотина и катрана.
- Танин је такође присутан у кафи, чају и црном вину и производи хромогени агенс који може да промени боју зуба.[12] Већа конзумација пића која садрже мрље танина могу проузроковати зубну глеђ у браон боји, због своје хромогене природе.[13]
- Одређена храна, укључујући кари и сосове на бази парадајза, може изазвати мрље на зубима.[14]
- Одређени лекови за локалну употребу: Хлорхексидин (антисептик за испирање уста) се везује за танине, што значи да је продужена употреба код особа које конзумирају кафу, чај или црно вино повезана са спољашњим бојењем (тј. бојењем које се може уклонити) зуба.[15] Вода за испирање уста хлорхексидином има природну наклоност према сулфатним и киселим групама које се обично налазе у подручјима где се плак акумулира, као што је дуж десни, на леђима језика и шупљинама. Хлорхексидин се задржава у овим областима и боји жуто-браон. Мрље нису трајне и могу се уклонити правилним прањем зуба.[16]
- Метална једињења. Изложеност таквим металним једињењима може бити у облику узимања лекова или изложености на радном месту. Примери укључују гвожђе (црна мрља), јод (црна), бакар (зелена), никл (зелена) и кадмијум (жуто-браон).[17] Извори изложености металу укључују стављање метала у усну шупљину, удисање прашине која садржи метал или оралну примену лекова. Метали могу да уђу у коштану структуру зуба, узрокујући трајну промену боје, или се могу везати за пеликулу, узрокујући површинску мрљу.[16]

#### Уклањање спољашњих мрља
Спољашње мрље се могу уклонити различитим методама третмана:
- Профилакса: стоматолошка профилакса укључује уклањање спољашњих мрља помоћу ротационог насадника са спорим брзинама и гумене чашице са абразивном пастом, која углавном садржи флуор.[тражи се извор] Абразивна природа профилне пасте, као што је познато, делује на уклањање спољашњих мрља коришћењем насадника са спорим брзинама и пасте на зуб. Негативно, дејство гумене чашице заједно са абразивном природом пасте, уклања око један микрон глеђи са површине зуба сваки пут када се ради профилакса. Овај метод уклањања мрља може се обавити само у стоматолошкој ординацији.
- Микроабразија: омогућава стоматологу да користи инструмент који емитује прах, воду и компримовани ваздух за уклањање биофилма и спољашњих мрља. Овај метод уклањања мрља може се предузети само у стоматолошкој ординацији, не и код куће.
- Паста за зубе: постоји много доступних паста за зубе на тржишту које користе и пероксид као и абразивне честице, као што је силика гел, како би се уклониле спољашње мрље, док пероксид делује на унутрашње бојење. Овај метод уклањања мрља може се обавити код куће, као и у стоматолошкој ординацији.

### Интринзично бојење
Интринзично бојење се првенствено јавља током развоја зуба или пре рођења или у раном детињству. Интринзичне мрље су оне које се не могу уклонити механичким мерама као што је дебридман или профилактичко уклањање мрља. Како се старост особе повећава, зуби могу временом постати жути. Испод су примери суштинских извора мрља:
- Истрошеност и старење зуба: Истрошеност зуба је прогресивни губитак глеђи и дентина услед ерозије зуба, абразије и хабања. Како се глеђ троши, дентин постаје видљивији и хромогени агенси лакше продиру у зуб. Природна производња секундарног дентина такође постепено потамњује зубе са годинама.[18]
- Зубне шупљине (каријес): [19] Докази о каријесној промени боје зуба су неубедљиви, али најпоузданији докази сугеришу да каријесна лезија омогућава егзогеним агенсима да уђу у дентин и стога повећану апсорпцију хромогених агенаса који изазивају промену боје на зубу.[18]
- Ресторативни материјали: Материјали који се користе током третмана канала корена, као што су еугенол и фенолна једињења, садрже пигмент који мрље дентин. Рестаурације које користе амалгам такође временом продиру у дентинске тубуле са калајем и тако узрокују тамне мрље на зубу.[18]
- Траума зуба[19] која може изазвати мрље било као резултат некрозе пулпе или унутрашње ресорпције. Алтернативно, зуб може постати тамнији без некрозе пулпе.
- Хипоплазија глеђи: Хипоплазија глеђи узрокује танку и слабу глеђ. Он производи жуто-браон боју и такође може проузроковати да глатка површина глеђи буде храпава и испуцана, што узрокује да зуб буде подложан спољашњем бојењу, осетљивости зуба, малоклузији и зубним шупљинама.[20] Докази у вези са хипоплазијом глеђи су неубедљиви, али највероватнији узрок је инфекција или траума изазвана примарном дентицијом. Поремећаји у развоју зубних клица током новорођенчади и раног детињства, као што су недостатак витамина Д код мајке, инфекција и узимање лекова, могу изазвати хипоплазију глеђи.[18]
- Хиперемија пулпе: Хиперемија пулпе се односи на упалу трауматизованог зуба која може бити узрокована стимулусима као што су траума, термални шок или зубне шупљине. Хиперемија пулпе је реверзибилна[21] и производи црвену нијансу која се у почетку види након трауме која има способност да нестане ако се зуб реваскуларизује.[18]
- Флуороза:[17] Дентална флуороза узрокује да глеђ постане непрозирна, кредасто бела и порозна. Емајл се може покварити и изазвати појаву мрља на изложеном подземном емајлу и произвести спољашње тамно смеђе-црне мрље.[22] Дентална флуороза настаје услед прекомерног уноса флуора или прекомерног излагања флуору током развоја глеђи, што се обично јавља у доби од једне до четири године. Флуорисана вода за пиће, додаци флуора, локални флуор (флуоридне пасте за зубе) и формула прописана за децу могу повећати ризик од денталне флуорозе. Флуорид се сматра важним фактором у управљању и превенцији зубних каријеса, безбедан ниво за дневни унос флуорида је 0,05 до 0,07 мг/кг/дан.[23]
- Тетрациклин и миноциклин. Тетрациклин је антибиотик широког спектра,[24] а његов дериват миноциклин је уобичајен у лечењу акни.[25] Лек је у стању да хелира јоне калцијума и уграђује се у зубе, хрскавицу и кости.[24] Гутање током година развоја зуба изазива жуто-зелену промену боје дентина видљиву кроз глеђ која флуоресцентно флуоресцентује под ултраљубичастим светлом. Касније, тетрациклин се оксидује и бојење постаје смеђе и више не флуоресцира под УВ светлом.[9][26]
- Порфирија:[9] Редак метаболички поремећај у коме тело не успева да адекватно метаболише порфирине, што доводи до акумулације или излучивања порфирина у зубе. Излучивање порфирина производи љубичасто-црвене пигменте у зубима.[27]
- Хемолитичка болест новорођенчета:[9] Ова болест се јавља када су црвена крвна зрнца новорођенчета нападнута антителима мајке узрокована некомпатибилношћу крви мајке и бебе. Ово стање може изазвати зелено обојење зуба због жутице, што је немогућност правилног излучивања билирубина.[28]
- Ресорпција корена:[29] Ресорпција корена је клинички асимптоматска, али може изазвати ружичасти изглед на амелоцементалном споју.[18]
- Алкаптонурија:[29] Поремећај метаболизма који промовише акумулацију хомогентизинске киселине у телу и може изазвати пигментацију браон боје у зубима, деснима и букалној слузокожи.[30]

## Методе
Пре преласка на алтернативно избељивање зуба, саветује се да пацијент дође у стоматолошку ординацију на свеобухватан орални преглед који се састоји од комплетне медицинске, стоматолошке и социјалне историје. Ово ће омогућити клиничару да види да ли постоји било какав третман који треба да се уради, као што је рестаурација за уклањање каријеса, и да процени да ли ће пацијент бити добар кандидат за избељивање. Клиничар би затим очистио (очистио) површину зуба ултразвучним скалером, ручним инструментима и потенцијално профилактичном пастом за уклањање спољашњих мрља као што је горе поменуто. Ово ће омогућити чисту површину за максималну корист од било које методе избељивања зуба коју пацијент одабере. У наставку ће се расправљати о различитим врстама метода избељивања зуба, укључујући и унутрашњу примену бељења и спољашњу примену употребом средстава за избељивање.

### У канцеларији
Пре третмана, лекар треба да прегледа пацијента: узме анамнезу и стоматолошку анамнезу (укључујући алергије и осетљивост), посматра тврда и мека ткива, постављање и услове рестаурације, а понекад и рендгенске снимке како би утврдио природу и дубину могућих неправилности. Ако се ово не уради пре него што се средства за избељивање нанесу на површину зуба, може доћи до претеране осетљивости и других компликација.
Водичи за боје за избељивање се користе за мерење боје зуба. Ове нијансе одређују ефикасност поступка избељивања, која може варирати од две до седам нијанси. Ове нијансе се могу постићи након једног канцеларијског састанка, или може потрајати дуже, у зависности од појединца. Ефекти бељења могу трајати неколико месеци, али могу варирати у зависности од начина живота пацијента. Конзумирање хране или пића са обојеним зубима који имају јаку боју може угрозити ефикасност лечења. То укључује храну и пића која садрже танине као што су; кафа, чај, црвена вина и кари.
Поступци избељивања у ординацији углавном користе заштитни слој који се полимеризира на светлости који је пажљиво обојен на десни и папилу (врхови десни између зуба) како би се смањио ризик од хемијских опекотина меких ткива. Средство за избељивање је или карбамид пероксид, који се разлаже у устима дајући водоник пероксид, или сам водоник пероксид. Гел за избељивање обично садржи између 10% и 44% карбамид пероксида, што је отприлике еквивалентно концентрацији водоник пероксида од 3% до 16%. Законски дозвољени проценат водоник пероксида је 0,1–6%. Средства за избељивање смеју давати само стоматолози, стоматолошки терапеути и стоматолошки хигијеничари.
Бељење је најмање ефикасно када је оригинална боја зуба сивкаста и може захтевати прилагођене посуде за бељење. Избељивање је најефикасније код жутих зуба. Ако је на зубима пацијента присутна јака мрља или оштећење тетрациклином, а избељивање је неефикасно (тетрациклинско бојење може захтевати продужено бељење, пошто је потребно дуже да избељивач стигне до слоја дентина), постоје и друге методе маскирања мрље. Везивање, које такође маскира мрље од зуба, је када се танак слој композитног материјала нанесе на предњи део зуба особе и затим излечи плавим светлом. Фурнир такође може прикрити промену боје зуба.
Избељивање у столици је брже и ефикасније у поређењу са опцијама за бељење које можете понети кући. Неки клиничари такође праве посуде за избељивање по мери, чије креирање може потрајати и до недељу дана. Након завршеног третмана избељивања, пацијент може да користи ове посуде за одржавање свог избељивања са кућним сетовима или за употребу са производима за десензибилизацију.

#### Светлом-убрзано бељење
Снажно или светло убрзано бељење користи светлосну енергију која има за циљ да убрза процес избељивања у стоматолошкој ординацији. У овој процедури могу се користити различите врсте енергије, а најчешћи су халоген, ЛЕД или плазма лук. Коришћење светлости током бељења повећава ризик од осетљивости зуба и можда неће бити ништа ефикасније од бељења без светлости када се користе високе концентрације водоник пероксида. Студија из 2015. показала је да употреба светлосног активатора не побољшава избељивање, нема мерљив ефекат, већ ће вероватно повећати температуру повезаних ткива, што доводи до оштећења.
Идеалан извор енергије би требало да буде висока енергија за побуђивање молекула пероксида без прегревања пулпе зуба. Светла су обично унутар спектра плаве светлости јер је утврђено да садржи најефикасније таласне дужине за покретање реакције водоник-пероксида. Третман снажног избељивања обично укључује изолацију меког ткива баријером на бази смоле која се очвршћава светлошћу, наношење професионалног стоматолошког гела за избељивање водоник-пероксида (25–38% водоник-пероксида) и излагање извору светлости 6– 15 минута. Недавна техничка достигнућа су свела на минимум топлоту и УВ зрачење, омогућавајући краћу процедуру припреме пацијената.
За било какве третмане избељивања, препоручује се да се уради свеобухватан преглед пацијента, укључујући коришћење радиографија како би се помогло у дијагнози тренутног стања уста, укључујући све алергије које могу бити присутне. Пацијент ће морати да има здрава уста и без пародонталне болести или каријеса и да му је урађен дебридман/чишћење како би се уклонио каменац или накупљени плак.
Препоручује се избегавање пушења, конзумирање црног вина, једења хране или конзумирање било ког пића након третмана, јер се зуби могу значајно запрљати одмах након третмана.

#### Катализатори наночестица за смањену концентрацију водоник пероксида
Недавни додатак овој области су нови агенси за избељивање убрзаних светлошћу који садрже ниже концентрације водоник пероксида са катализатором на бази наночестица титанијум оксида. Смањене концентрације водоник пероксида узрокују ниже инциденце преосетљивости зуба. Наночестице делују као фотокатализатори, а њихова величина их спречава да дубоко дифундују у зуб. Када су изложени светлости, катализатори производе брзо, локализовано разлагање водоник-пероксида у високо реактивне радикале. Због изузетно кратког века трајања слободних радикала, они су у стању да произведу ефекте избељивања сличне много већој концентрацији средстава за избељивање унутар спољашњих слојева зуба где се налазе катализатори наночестица. Ово обезбеђује ефикасно избељивање зуба уз истовремено смањење потребне концентрације водоник пероксида и других реактивних нуспроизвода у пулпи зуба.

#### Унутрашње избељивање
Унутрашње избељивање је процес који се јавља након ендодонтског лечења зуба. То значи да ће зубни нерв бити екстирпиран или уклоњен третманом канала корена код зубара или код специјалисте ендодонта. Унутрашње избељивање се често тражи код зуба који су ендодонтски лечени јер промена боје зуба постаје проблем због недостатка нервног снабдевања тог зуба. Уобичајено је да се ово унутрашње бељење уради на предњем зубу (предњи зуб који можете видети када се смејете и разговарате). Начин да се ово заобиђе је заптивање средства за избељивање унутар самог зуба и замена сваких неколико недеља док се не постигне жељена нијанса. Количина времена између прегледа варира од пацијента до пацијента и по жељи оператера док се не постигне жељена нијанса. Иако је ово одлична опција, недостатак овог третмана је ризик од унутрашње ресорпције корена зуба који се интерно бели. Ово се можда неће појавити код сваког пацијента или сваког зуба, а његово појављивање је тешко утврдити пре завршетка лечења.

### Код куће
Производи за избељивање зуба код куће доступни су код зубара или у слободној продаји. Методе избељивања код куће укључују траке и гелове без рецепта, средства за испирање за бељење, пасте за избељивање зуба и средства за избељивање зуба. Избељивање код куће (пратећи упутства произвођача) резултира мањом осетљивошћу зуба.

#### Траке и гелови
Пластичне траке за избељивање садрже танак слој пероксидног гела и обликоване су тако да одговарају букалним/лабијалним површинама зуба. Много различитих врста трака за избељивање је доступно на тржишту, након што су уведене касних 1980-их. Специфични производи са тракама за избељивање имају своја упутства, али траке се обично примењују два пута дневно по 30 минута током 14 дана. За неколико дана, боја зуба може се посветлити за 1 или 2 нијансе. Крајња тачка избељивања зуба зависи од учесталости употребе и састојака производа.
Гелови за избељивање се наносе на површину зуба малом четкицом. Гелови садрже пероксид и препоручује се наношење два пута дневно током 14 дана. Крајња тачка за избељивање зуба је као код трака за избељивање.

#### Пасте за зубе
Пасте за избељивање зуба се разликују од обичних паста за зубе по томе што садрже веће количине абразива и детерџената како би биле ефикасније у уклањању тврђих мрља. Неке пасте за избељивање зуба садрже ниске концентрације карбамид пероксида или водоник пероксида који помажу да се посветли боја зуба, али не садрже избељивач (натријум хипохлорит). Уз континуитет употребе током времена, боја зуба може светлити за једну или две нијансе.

#### Оловке
Оловке за избељивање су згодан начин за додиривање било које површине зуба. Пластична, згодна, туба садржи гел за избељивање који се лако може нанети на тешко доступна места. Да би деловао, гел треба да остане на површини зуба око 20-30 минута.

## Индикације
Избељивање зуба се може предузети из различитих разлога, али стоматолози такође могу препоручити бељење неким појединцима.
- Унутрашње бојење зуба
- Естетика
- Флуороза зуба
- Ендодонтски третман (унутрашње избељивање)
- Бојење тетрациклином

## Контраиндикације
Неким групама се саветује да спроводе избељивање зуба са опрезом јер могу бити изложене већем ризику од нежељених ефеката.
- Пацијенти са нереалним очекивањима
- Алергија на пероксид
- Већ постојећи осетљиви зуби
- Пукотине или откривени дентин
- Дефекти у развоју глеђи
- Кисела ерозија
- Повлачење десни (рецесија гингиве) и жути корени
- Осетљиве десни
- Каријес. Декалцификација белих тачака може бити истакнута и постати уочљивија директно након процеса избељивања, али даљим применама други делови зуба обично постају бељи, а мрље мање приметне.
- Активна периапикална патологија
- Нелечена пародонтална болест
- Труднице или дојиље
- Деца млађа од 16 година. То је зато што је пулпна комора, или нерв зуба, увећана до овог узраста. Избељивање зуба под овим стањем може иритирати пулпу или изазвати њену осетљивост. Млађи људи су такође подложнији злоупотреби бељења.[43]
- Особе са видљивим белим пломбама или крунама. Бељење зуба не мења боју пломбе и других ресторативних материјала. Не утиче на порцелан, другу керамику или зубно злато. Међутим, може мало утицати на рестаурације направљене од композитних материјала, цемента и зубних амалгама . Избељивање зуба неће вратити боју пломбе, порцелана и друге керамике када их замрља храна, пиће и пушење, јер ови производи делују само на природну структуру зуба. Као такав, може доћи до неслагања боје јер природне површине зуба постају беле, а рестаурације остају исте нијансе. Средства за избељивање не делују тамо где је коришћено везивање, нити је делотворна на материјалима за испуну боје зуба. Друге опције за решавање оваквих случајева су порцеланске фасете или зубно лепљење.[44]
- Појединци са лошом оралном хигијеном

## Ризици
Неки од уобичајених нежељених ефеката укључених у избељивање зуба су повећана осетљивост зуба, иритација десни и промена боје спољашњих зуба.

### Преосетљивост
Употреба избељивача са екстремно ниским пХ вредностима у поступку избељивања зуба може довести до преосетљивости зуба, јер изазива отварање дентинских тубула. Излагање хладним, топлим или слатким стимулансима може додатно погоршати интензитет преосетљивог одговора. Међу онима који примају третман избељивања у ординацији, између 67-78% појединаца доживљава осетљивост након процедуре у којој се користи водоник пероксид и топлота. Иако се разликује од особе до особе, осетљивост након третмана избељивања може трајати до 4-39 дана.
Калијум нитрат и натријум флуорид у пастама за зубе се користе за ублажавање нелагодности након избељивања, међутим, нема доказа који би сугерисали да је ово трајна метода за искорењивање проблема преосетљивости.

### Иритација слузокоже
Водоник пероксид је иритант и цитотоксичан. Водоник пероксид у концентрацији од 10% или више може изазвати оштећење ткива, бити корозиван за слузокоже и изазвати осећај печења на кожи. Хемијске опекотине се обично могу јавити, а може доћи до избељивања, иритације и промене боје слузокоже ако висока концентрација оксидационог агенса дође у контакт са незаштићеним ткивом. Лоше постављене посуде за избељивање су међу најчешћим разлозима за хемијске опекотине. Привремено пецкање изазвано третманима избељивања може се смањити коришћењем пластичних посуда или ноћних штитника које је обезбедио стоматолог. Ово спречава цурење раствора на околну слузокожу.

### Неуједначени резултати
Неуједначени резултати су прилично чести након избељивања. Конзумирање мање хране и пића која изазивају површинско мрље на зубима може допринети постизању доброг резултата избељивања зуба.

### Враћање на оригиналну нијансу пре третмана
Скоро половина почетне промене боје коју даје интензиван третман у ординацији (тј. једносатни третман у зубарској столици) може се изгубити за седам дана. То се јавља када је велики део избељивања зуба настао због дехидрације зуба (такође значајан фактор у изазивању осетљивости). Како се зуб рехидрира, боја зуба се „опоравља“, назад на место где је била.

### Прекомерно избељивање
Прекомерно избељивање, чешће познато као „ефекат бељења“, јавља се међу третманима који обећавају велику промену у кратком временском периоду, на пример, сатима. Прекомерно бељење може да емитује провидан и крхки изглед.

### Оштећење емајла
Зубна глеђ може имати негативан негативан ефекат третманом избељивања. Докази из студија показују да карбамид пероксид присутан у геловима за избељивање може оштетити површину глеђи. Иако овај ефекат није толико штетан као нагризање фосфорном киселином, повећана неправилност површине зуба чини зубе подложнијим спољашњем бојењу, чиме се повећава штетан утицај на естетику. Повећана порозност и промене у храпавости површине могу утицати на формирање супра- и субгингивалног плака, чиме се повећава адхезија бактеријских врста као што су Streptococcus mutans и Streptococcus sobrinus који значајно доприносе настанку зубних кавитета. Зубне надокнаде су подложне неприхватљивој промени боје чак и када се користе системи за кућну употребу.

### Ослабљен дентин
Интракоронално избељивање је метода избељивања зуба која користи 30% више водоник пероксида. Такве методе избељивања зуба могу ослабити механичка својства дентина и потенцијално довести до озбиљне осетљивости зуба.

### Ефекти на постојеће рестаурације
- Зубне надокнаде су подложне неприхватљивој промени боје чак и када се користе системи за кућну употребу.[1]

- Керамичке крунице – агресивно избељивање може хемијски реаговати са керамичким круницама и смањити њихову стабилност.[1]

- Дентални амалгам – излагање растворима карбамид пероксида повећава ослобађање живе за један до два дана.[59][60]  Каже се да је ослобађање амалгамских компоненти последица активне оксидације. Ово повећање ослобађања амалгамске живе пропорционално је концентрацији карбамид пероксида.[61]

- Композит смоле – јачина везе између емајла и испуна на бази смоле постаје ослабљена.[62] Многе студије су откриле да гелови за избељивање зуба са 10-16% карбамид пероксида (који садрже приближно 3,6-5,76% водоник пероксида) доводе до повећања храпавости површине и порозности композитних смола.[61] Међутим, пљувачка може имати заштитни ефекат. Поред тога, анализиране су промене у рефлексији композита након бељења високом концентрацијом (30-35%) водоник пероксида.[61] Ово сугерише да избељивање зуба негативно утиче на рестаурације од композитне смоле.[61]

- Глас-јономерни и други цементи – студије сугеришу да се растворљивост ових материјала може повећати.[63]

### Ризици за избељивање зуба код куће
Употреба персонализованих посуда за кућно избељивање је терапија коју примењује пацијент и коју прописује и издаје стоматолог. Пацијенти треба да активно учествују у свом лечењу и да тачно прате упутства стоматолога. Неправилна или непрецизна употреба посуда за избељивање може проузроковати штету пацијенту као што је стварање пликова или осетљивост зуба и околног меког ткива. Недоследна употреба посуда за избељивање може довести до успоравања и неправилности процеса избељивања. Неки пацијенти са значајним рефлексом гагљења можда неће моћи да толеришу тацне и мораће да размотре друге методе избељивања зуба.

### Остали ризици
Докази сугеришу да водоник пероксид може деловати као промотер тумора. Иако се ресорпција корена грлића материце очигледније примећује код термокаталитичких метода бељења, интракоронално унутрашње избељивање такође може довести до ресорпције корена зуба. Штавише, због ове методе бељења може доћи до озбиљног оштећења интракороналног дентина и прелома крунице зуба.
Међутим, Међународна агенција за истраживање рака (ИАРЦ) је закључила да нема довољно доказа који би доказали да је водоник-пероксид канцероген за људе. Недавно је процењен генотоксични потенцијал водоник пероксида. Резултати су показали да производи за орално здравље који садрже или ослобађају водоник пероксид до 3,6% неће повећати ризик од рака код појединца, стога су безбедни за употребу у умереним количинама.

## Одржавање
Упркос постизању резултата третмана, мрље се могу вратити у првих неколико месеци третмана. За продужење резултата лечења могу се користити различите методе, као што су:
- Оперите или исперите уста водом након јела и пића
- Конац за уклањање плака и биофилма између зуба
- Будите посебно пажљиви током прва 2 дана – првих 24–48 сати након избељивања сматра се најважнијим периодом у коме морате највише да заштитите своје зубе. Стога је од виталног значаја да се током овог периода једу пића или храна без мрља јер је глеђ склона лепљењу мрља.
- Пијте течност која може да изазове мрље кроз сламку
- У зависности од методе која се користи за избељивање зуба, може бити потребно поновно лечење сваких шест месеци или после годину дана. Ако је појединац пушач или конзумира пића која могу да запрљају, биће потребни редовни поновни третмани.

## Историја
Средства за избељивање зуба присутна су од давнина. Иако су изгледале апсурдно, неке методе су биле донекле ефективне у својим резултатима.
Древни римски стоматолози веровали су у употребу урина са козјим млеком да би им зуби изгледали бељи. Бисерно бели зуби симболизовали су лепоту и обележено богатство. У систему медицине Ауирведа, повлачење уља се користило као орална терапија. За овај процес данас, пијте кокосово или маслиново уље у устима до 20 минута сваког дана. У касном 17. веку, многи људи су посезали за берберинима, који су користили турпија за брушење зуба пре него што су применили киселину која би, у ствари, избељивала зубе. Иако је поступак био успешан, зуби би постали потпуно еродирани и склонији кварењу. Ги де Шолијак је предложио следеће за избељивање зуба: „Нежно очистите зубе мешавином меда и спаљене соли у коју је додато сирће.
Године 1877. предложена је оксална киселина за избељивање, а затим калцијум хипохлорит.
У касним 1920-им, откривено је да водица за испирање уста која садржи пирозон (етар пероксид) смањује каријес, истовремено пружајући бељи изглед зубима. До 1940-их и 1950-их, етар и гелови водоник-пероксида су коришћени за избељивање виталних зуба, док су невитални зуби избељени пирозоном и натријум перборатом.
Крајем 1960-их, др Вилијам Клусмајер, ортодонт из Форт Смита у Арканзасу, увео је прилагођено избељивање у посудама. Међутим, тек 1989. Хејвуд и Хејман су објавили чланак у прилог овој методи. Карбамид пероксид са роком трајања од једне до две године, за разлику од водоник пероксида са роком трајања од једног до два месеца, сматран је стабилнијим средством за избељивање зуба.

## Друштво и култура
Избељивање зуба је постало најпромотивнија и најпоминнија методологија у естетској стоматологији. Више од 100 милиона Американаца осветљава своје зубе различитим методама; потрошивши 15 милијарди долара у 2010. Америчка управа за храну и лекове подржава само гелове који имају мање од 6% водоник пероксида или 16% или мање карбамид пероксида. Научни комитет за безбедност потрошача ЕУ сматра да гелови који садрже веће фиксације могу бити опасни.
Према смерницама Европског савета, само сертификовани стоматолог може легално давати производе за избељивање зуба који користе 0,1–6% водоник пероксида, под условом да пацијент има 18 година или више. 2010. године, Генерални стоматолошки савет Уједињеног Краљевства се забринуо због „ризика по безбедност пацијената од лошег квалитета бељења зуба које спроводи необучено или лоше обучено особље“. Истраживање ставова јавности, које је спровео ГДЦ, показало је да 83% људи подржава „политике регулисања избељивања зуба ради заштите безбедности пацијената и кривичног гоњења противзаконите праксе“.
У Бразилу су сви производи за избељивање класификовани као козметика (степен II). Постоји забринутост да ће то довести до све веће злоупотребе производа за избељивање и стога је било позива на поновну анализу.
Према истраживању, избељивање зуба може довести до позитивних промена у квалитету живота младих учесника у вези са оралним здрављем у естетским областима као што су осмех, смех и показивање зуба без стида. Међутим, његов главни нежељени ефекат, осетљивост зуба, негативно утиче на квалитет живота.